# Souhvězdí Lištičky
Lištička (Vulpecula) je malé souhvězdí na severní obloze, uprostřed letního trojúhelníku. Je to moderní souhvězdí, zavedené v 17. století, a neváže se k němu žádný mytický příběh.

## Popis
V tomto souhvězdí nejsou žádné hvězdy jasnější než 4m.
„Nejjasnější“ hvězda je Anser (α Vul), červený obr (spektrální třída M0III) ve vzdálenosti 297 světelných let, který má hvězdnou velikost 4,45m.

Anser je dvojhvězda (vzdálenost mezi oběma složkami je 413,7") a obě složky jsou rozlišitelné již v triedru.
V roce 1967 byl v souhvězdí Lištičky objeven vůbec první pulsar (PSR 1919+21) Antony Hewishem a Jocelyn Bellovou v Cambridgi.
Hledali původně rádiové signály kvasarů, objevili ale první rychle rotující neutronovou hvězdu, která byla pojmenována CP 19191. Později dostala označení PSR 1919+21

## Pojmenované hvězdy
- Alfa Vulpeculae (Lukida Anseris)

## Galaktické objekty
V souhvězdí Lištičky jsou dva významné objekty nacházející se v naší Galaxii:
- Dumbbell Nebula (česky Činka) (M 27, NGC 6853) je jedna z nejvíce pozorovaných planetárních mlhovin a je pozorovatelná již v lepším triedru jako slabé svítící ploška o průměru 6 obloukových minut. V dalekohledu má tvar činky, odtud i její anglický a český název. Mlhovina byla objevena v roce 1764 Charlesem Messierem jako vůbec první planetární mlhovina.
- Collinder 399 (a jeho část známá jako "ramínko na šaty") je pouze náhodné seskupení hvězd (asterismus), který byl původně považován za otevřenou hvězdokupu; je pozorovatelné pouhým okem.

Skutečné otevřené hvězdokupy v tomto souhvězdí jsou:
- Stock 1, je velká a jasná otevřená hvězdokupa, lehce pozorovatelná již v triedru (7m).
- NGC 6940, NGC 6823, NGC 6830 (všechny jasnější 8m) a NGC 6885 s magnitudou 8,1.

## Historie
Souhvězdí bylo navrženo koncem 17. století polským astronomem Johannem Heveliem jako „Lištička s husou“ (Vulpecula cum ansere nebo Vulpecula et anser). Souhvězdí bylo později rozděleno na Lištičku a Husu, a nyní je sloučeno do souhvězdí Lištička. Na Husu upomíná pojmenování hvězdy α Vulpeculae Anser, což v latině znamená husa.